# Rafael Destorrents

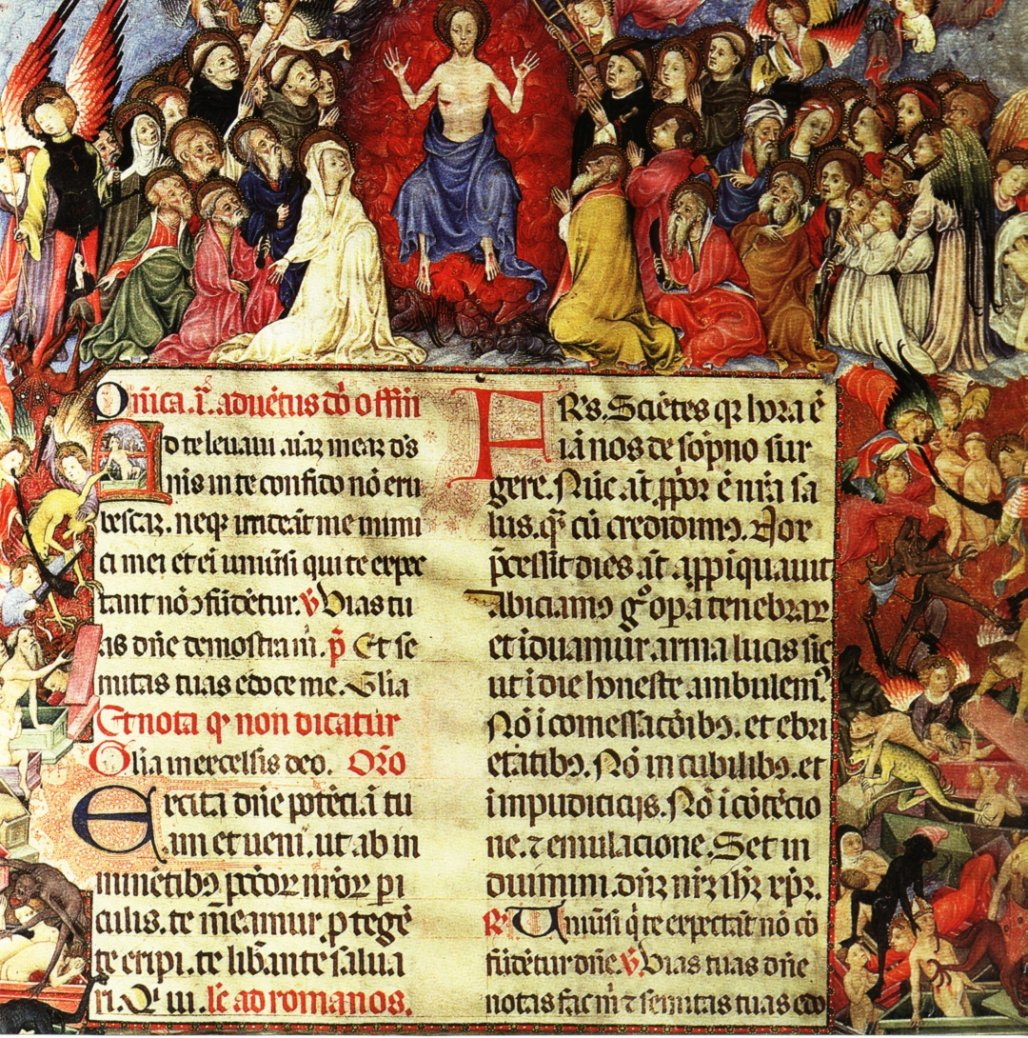
Missal de Santa Eulàlia, atribuït a Rafael Destorrents.

Rafael Destorrents (Barcelona, 1375 - Barcelona, segle XV) a vegades anomenat Rafael Gregori, fill del pintor Ramon Destorrents, fou un miniaturista i pintor d'estil italo-gòtic.

## Biografia
Formava part d'una nissaga d'il·lustradors i pintors del segle xiv i, si bé devia haver començat la seva formació amb el seu pare, després degué conèixer altres models artístics.
Una notícia de 22 de maig de 1391 aporta dades familiars en un atorgament de poders de la seva mare Llorença, ja vídua de Ramon Destorrents, on s'esmenten tres dels seus fills, Jaume, l'hereu, Rafael de setze anys, i Angelina. Rafael Destorrents ja hi consta com a pintor en un document de 1399, i va il·luminar el Missal de Santa Eulàlia per al bisbe de Barcelona, Joan Armengol el 1403, considerada una de les grans obres de la miniatura catalana. Conté una orla a foli sencer –amb la representació del Judici Final, i un total de divuit inicials historiades, associades amb altres elements de decoració marginal. Al llibre es van recollir les dues advocacions de la catedral: la Santa Creu i Santa Eulàlia així com tots els sants barcelonins coneguts. El Judici Final és un tema conegut però plasmat aquí amb una factura exquisida i delicada, amb formes molt singulars i profundament originals.
Una devoció que es materialitzà amb el seu ingrés en la comunitat eclesiàstica, com ho demostra la seva ordinació, l'any 1405, com a sots diaca, diaca, prevere i beneficiat del monestir de Pedralbes. Talent artístic, que demostrà amb escreix amb les imatges del missal i avalat pel múltiples encàrrecs que rebé per part dels Consellers de la ciutat i potser també del rei Martí l'Humà.

## Obra
La miniatura catalana, que ja havia viscut un moment intens en el període de l'italianisme (a partir dels anys 1330), tornà a florir, amb tanta o més força, al voltant del 1400, coincidint amb l'assimilació dels models procedents del nord.
Gairebé mai no s'ha pogut documentar la identitat dels miniaturistes –o «il·luminadors» com es deia aleshores– que intervingueren en els manuscrits catalans d'aquest període, amb l'excepció notabilíssima de Rafael Destorrents, també anomenat Rafael Gregori, que va il·lustrar el cèlebre Missal de Santa Eulàlia de la catedral de Barcelona, una de les obres mestres de la miniatura europea del «Gòtic Internacional».
La producció de Rafael Destorrents, com la d'altres mestres catalans i valencians del moment, mostra l'assimilació creativa dels nous models figuratius francoflamencs, mentre que en la composició de les orles es combinava la innovació amb la tradició local de signe italianista.
Se li atribueix doncs:
- Missal de Santa Eulàlia de la catedral de Barcelona, donat pel bisbe Joan Armengol (1403), conservat a la catedral de Barcelona.
- tasques de decoració del Missal dels Consellers, per a la capella de la casa de la ciutat (1410), perdut.
- tasques d'il·lustració en el Llibre d'hores, conservat en el Museu Episcopal de Vic.[7]